# Climacteris affinis
Trepadeira-de-sobrancelha-branca ou corre-troncos-de-sobrancelha-branca (Climacteris affinis) é uma espécie de ave da família Climacteridae.
É endémica da Austrália.